# Поток энергии
Пото́к эне́ргии — количество энергии, переносимое за единицу времени через рассматриваемую поверхность. В СИ измеряется в ваттах. Стандартного обозначения данной величины не существует, могут использоваться буквы {\displaystyle \Phi }, {\displaystyle \Pi } и другие.
Поток находится как сумма (интеграл) элементарных, то есть через бесконечно малые участки поверхности, потоков: 
{\displaystyle \Phi =\sum \Delta \Phi _{i}=\int d\Phi }
Каждый из таких элементарных вкладов равен произведению прошедшей за единицу времени через малый участок энергии на единичный вектор {\displaystyle {\vec {e}}_{W}} в направлении переноса энергии и на единичный вектор нормали к площадке {\displaystyle {\vec {n}}} (при этом {\displaystyle {\vec {n}}=d{\vec {S}}/dS}, где {\displaystyle d{\vec {S}}} — векторный элемент площадки):
{\displaystyle d\Phi ={\frac {d^{2}W}{dt}}\,{\vec {e}}_{W}\cdot {\vec {n}}={\frac {d^{2}W}{dt\,dS}}\,{\vec {e}}_{W}\cdot d{\vec {S}}}.
Если речь идёт об энергии, переносимой оптическим излучением, то вместо термина «поток энергии» используют эквивалентный для такого случая термин «поток излучения».
Если речь идёт о переносе тепла, используется термин «тепловой поток» — количество теплоты, проходящее через изотермическую поверхность в единицу времени. 
Говоря о потоке энергии, иногда имеют в виду другую величину, а именно плотность потока энергии, измеряемую в Вт/м2, причём эту плотность потока рассматривают как вектор, направленный по направлению переноса энергии в данной точке. Например, для теплового потока его плотность направлена противоположно градиенту температуры, а по величине равна потоку тепла через изотермическую поверхность единичной площади. Иные названия этой же величины: удельный тепловой поток, тепловая нагрузка.
Строго, вектор плотности потока энергии {\displaystyle {\vec {J}}} и поток энергии {\displaystyle \Phi } связаны соотношением
{\displaystyle \Phi =\int {\vec {J}}\cdot d{\vec {S}}},
где вид выражения для {\displaystyle {\vec {J}}} следует из представленной выше формулы для {\displaystyle d\Phi }. Аналогичным образом связываются плотность потока и поток любой физической величины, не только энергии.  